# Тарабанько, Сергей Александрович
Сергей Александрович Тарабанько (род. 25 августа 1949, Москва) — советский спортсмен-мотогонщик, семикратный чемпион мира по спидвею на льду, в том числе четырёхкратный в личном зачёте, многократный чемпион СССР. Заслуженный мастер спорта СССР, Заслуженный тренер РСФСР.

## Биография
Вскоре семья переехала к отцу в посёлок Яя Кемеровской области, а затем в Ангарск. Отец Сергея окончил юридический факультет Иркутского университета, мать работала корректором.
С 1968 по 1972 год проходил службу в рядах Советской армии в Чите (два года сверхсрочно). Находясь на службе, заочно поступил в Читинский педагогический институт, который закончил в 1975 году. В 1972 году переехал в Новосибирск; в 1977 году — в Москву, где работал инструктором в ЦСКА по мотоспорту.

### Спортивная карьера
Спортивную карьеру Сергей начал в городском автомотоклубе ДОСААФ. Его первым тренером был Эдуард Казимирович Маркевич. С 16 лет Тарабанько начал участвовать в соревнованиях по мотокроссу и через два года стал чемпионом области среди юношей. В 1967 году стал кандидатом в мастера спорта.
В 1968 году Тарабанько призвали в армию. Через полгода он был зачислен в команду ЦСКА по мотокроссу, участвовал в чемпионате СССР в классе 350 и 500 см³. Находясь в армии, начал заниматься спидвеем на льду и в 1972 году стал бронзовым призёром чемпионата СССР.
В 1975 году на личном чемпионате мира по спидвею на льду в Москве впервые стал чемпионом. Этот успех повторил ещё трижды в 1976—1978 годах. В 1979—1981 годах становился чемпионом в командном чемпионате мира по спидвею на льду в составе сборной СССР.

## Спортивные достижения
- Четырёхкратный чемпион мира личном чемпионате мира по спидвею на льду;
- Трёхкратный чемпион мира в командном чемпионате мира по спидвею на льду;
- Трёхкратный чемпион СССР по спидвею на льду.

## Награды
В 1977 году был награждён Орденом Трудового Красного Знамени.